# Iriti Balbontín
Cristián Balbontín Soublette, reconocido en Rapa Nui como Iriti —significado de Rey en pascuense—, es un personaje ficticio de la telenovela chilena Iorana de Televisión Nacional de Chile. El personaje fue escrito por Fernando Aragón, dirigido por Vicente Sabatini e interpretado por el actor Álvaro Morales.

## Personaje
Cristián Balbontín nació en Santiago, es el hijo mayor de Fernando Balbontín (Francisco Reyes) y Josefa Soublette (Claudia Di Girolamo). A la edad de cuatro años, sus padres se trasladaron a Rapa Nui por una investigación arqueológica radicándose de por vida en dicha Isla. Cristián con el paso de los años, se educa con las costumbres isleñas y adopta el apodo de «Iriti», significado de Rey. A los 18 años, ya adoptando todas las formas y culturas pascuenses, se ha transformado en un isleño. Su profesión es el buceo, respetando la naturaleza oceánica.

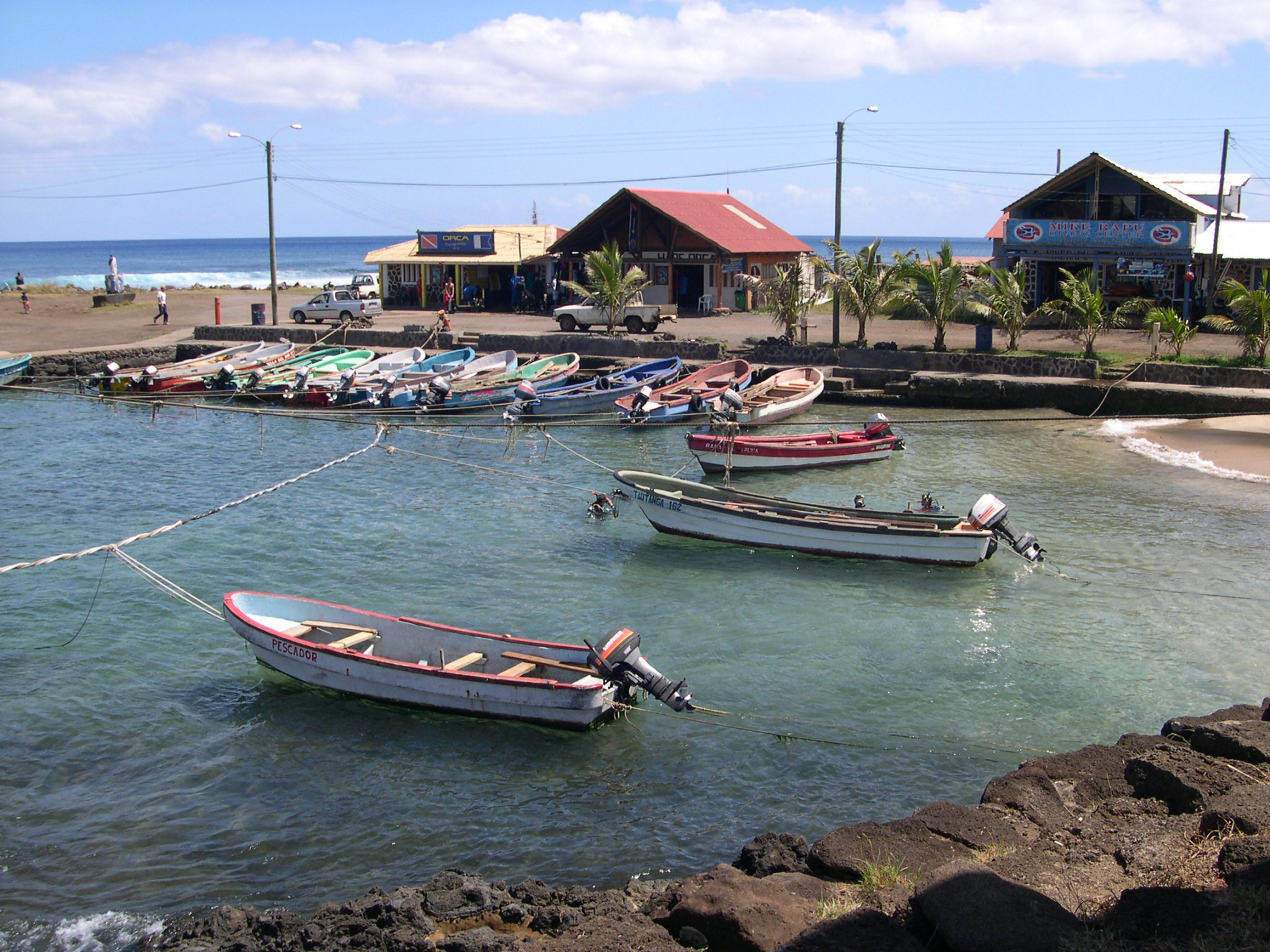
Puerto Hanga Roa Harbour lugar donde Iriti practica buceo.

El padre de Iriti, Fernando Balbontín huyó del hogar, en Isla de Pascua, acusado de incendiar el Museo Arqueológico de Rapa Nui. El joven desolado y frustrado decidió alejarse de su hogar, radicándose en una caverna ubicada sobre los roqueríos de la lejana playa de Ovahe —un lugar paradisíaco— al que llegó después de abandonar la casa de su madre Josefa, cuando ésta se casó con el interesado santiaguino Luciano Cox (Alfredo Castro).
Iriti está enamorado de la bella pascuense Vaitea Ahoa (Alejandra Fosalba). Ambos han decidido contraer matrimonio, pero entre ellos se interponen diversos y ajenos intereses. El más importante: el pasado de su padre. Sin embargo, la llegada de Paula Novoa (Carolina Fadic), una bella y ambiciosa periodista que llega a Rapa Nui en búsqueda del Moái sumergido, lo atrae al punto de dejar atrás su compromiso con Vaitea.
En Rapa Nui, se le relaciona con su familia y amigos; Josefa (Claudia Di Girólamo), su madre, Rafael (Felipe Braun), su hermano menor, Carmen (Roxana Campos), nana de los Balbontín, Vaitea (Alejandra Fosalba), su prometida, Siu (Juan Falcón), su mejor amigo, y Paula (Carolina Fadic), una periodista santiaguina.